# SOMUA AE
Le Somua AE est un prototype d'autorail articulé à 3 essieux mis en service en 1933 sur le réseau de l'État.

## Histoire
Ces autorails, affectés au dépôt de Rouen, ont assuré des liaisons Rouen - Louviers - Évreux, Rouen - Elbeuf et Saint-Pierre-du-Vauvray - Les Andelys.

## Caractéristiques

### Caractéristiques générales
Le Somua AE est un autorail articulé constitué d'un élément moteur sur 2 essieux et d'une semi-remorque montée sur un 3e essieu. Cette architecture inspirera le Somua AL12. La partie motrice présente des ouïes d'aération situées au-dessus des baies.
Immatriculés ZZ 24009 et 24010 lors de leur mise en service en 1933, ils ont été renumérotés ZZ 24701 et 24702 en 1934.

### Motorisation
Le moteur, implanté au-dessus de l'essieu avant, est un 8 cylindres construit par SGCM sous licence MAN. Ce moteur qui développe 206 kW / 280 ch à 1500 tr/min, se retrouve sur des autorails Pauline EIC ou des autorails Billard. À partir de 1935, un système à gazogène et un moteur Panhard ont été installés à l'arrière du ZZ 24702 qui a dû être allongé.